# Byrådsmedlemmer i Næstved Kommune 2018-2021
Ved Kommunal- og regionsrådsvalg 2017 blev der til byrådet i Næstved Kommune valgt 31 medlemmer fra følgende syv partier til perioden 2018-2021:
| Liste                                     | Parti                        | Spidskandidat          | Mandater | +/- |
| ----------------------------------------- | ---------------------------- | ---------------------- | -------- | --- |
| A                                         | Socialdemokratiet            | Carsten Rasmussen      | 13       | -1  |
| B                                         | Radikale Venstre             | Lars Hoppe Søe         | 2        | +1  |
| C                                         | Det Konservative Folkeparti  | Helge Adam Møller      | 2        | -1  |
| F                                         | Socialistisk Folkeparti      | Jette Leth Buhl        | 1        | 0   |
| O                                         | Dansk Folkeparti             | Niels D. Kelberg       | 2        | -1  |
| V                                         | Venstre                      | Kristian Skov-Andersen | 9        | +1  |
| Ø                                         | Enhedslisten                 | Freja Lynæs Larsen     | 2        | +1  |
| Partier, der ikke opnåede repræsentation: |                              |                        |          |     |
| D                                         | Nye Borgerlige               | Bent Dahl              | 0        | 0   |
| H                                         | Bo Håkansson                 | Bo Håkansson           | 0        | 0   |
| I                                         | Liberal Alliance             | Dennis Boye            | 0        | 0   |
| K                                         | Kristendemokraterne          | Egon Jakobsen          | 0        | 0   |
| M                                         | Morten Nalepa                | Morten Nalepa          | 0        | 0   |
| N                                         | NæstvedPartiet               | Jens P. Ulf Jensen     | 0        | 0   |
| P                                         | Børnenes Parti               | Martin Christensen     | 0        | 0   |
| T                                         | Bedre Skoler - Bedre Fremtid | Peder Timm             | 0        | 0   |
| Å                                         | Alternativet                 | Carsten Bering         | 0        | 0   |

## De valgte medlemmer
| Navn                         | Parti                       | Bemærkninger                                                       |
| ---------------------------- | --------------------------- | ------------------------------------------------------------------ |
| Anette Brix                  | Det Konservative Folkeparti |                                                                    |
| Jette Leth Buhl              | Socialistisk Folkeparti     |                                                                    |
| Rico Carlsen                 | Venstre                     |                                                                    |
| Jørgen Christiansen          | Socialdemokratiet           |                                                                    |
| Kirsten Devantier            | Venstre                     |                                                                    |
| Aligo Francis                | Socialdemokratiet           |                                                                    |
| Linda Frederiksen            | Socialdemokratiet           |                                                                    |
| Cathrine Riegels Gudbergsen  | Venstre                     |                                                                    |
| Brian Hornbek                | Socialdemokratiet           |                                                                    |
| Elmer Jacobsen               | Venstre                     |                                                                    |
| Klaus Eusebius Jakobsen      | Radikale Venstre            |                                                                    |
| Helle Jessen                 | Socialdemokratiet           |                                                                    |
| Niels D. Kelberg             | Dansk Folkeparti            |                                                                    |
| Freja Lynæs Larsen           | Enhedslisten                | Orlov august-oktober 2019. Stedfortræder Susanne Steensgaard Tariq |
| Daniel Lillerøi              | Socialdemokratiet           |                                                                    |
| Sebastian Mylsted-Schenstrøm | Venstre                     |                                                                    |
| Helge Adam Møller            | Det Konservative Folkeparti |                                                                    |
| Githa Nelander               | Dansk Folkeparti            |                                                                    |
| Marianne Olsen               | Socialdemokratiet           |                                                                    |
| Tina Højlund Pedersen        | Socialdemokratiet           |                                                                    |
| Michael Perch                | Socialdemokratiet           |                                                                    |
| Otto Poulsen                 | Venstre                     |                                                                    |
| Carsten Rasmussen            | Socialdemokratiet           | Borgmester                                                         |
| Søren Revsbæk                | Venstre                     |                                                                    |
| Charlotte Roest              | Socialdemokratiet           |                                                                    |
| Kristian Skov-Andersen       | Venstre                     |                                                                    |
| Lars Hoppe Søe               | Radikale Venstre            |                                                                    |
| Hanne Sørensen               | Socialdemokratiet           |                                                                    |
| Per Sørensen                 | Socialdemokratiet           |                                                                    |
| Thor Temte                   | Enhedslisten                |                                                                    |
| Niels True                   | Venstre                     |                                                                    |

## Parti- og personskift

### Partiskift
| Navn           | Gammelt parti    | Nyt parti      | Dato         |
| -------------- | ---------------- | -------------- | ------------ |
| Githa Nelander | Dansk Folkeparti | Nye Borgerlige | 2. juni 2020 |

### Personskift
| Stedfortræder             | Parti                       | Afløst medlem      | Dato               | Bemærkninger |
| ------------------------- | --------------------------- | ------------------ | ------------------ | --- |
| Susanne Steensgaard Tariq | Enhedslisten                | Freja Lynæs Larsen | 16. maj 2020       | |
| Thomas Palmskov           | Det Konservative Folkeparti | Niels D. Kelberg   | 21. september 2020 | Palmskov stillede op for Dansk Folkeparti ved kommunalvalget, men skiftede i 2019 til Det Konservative Folkeparti. |